# Албанське піратство

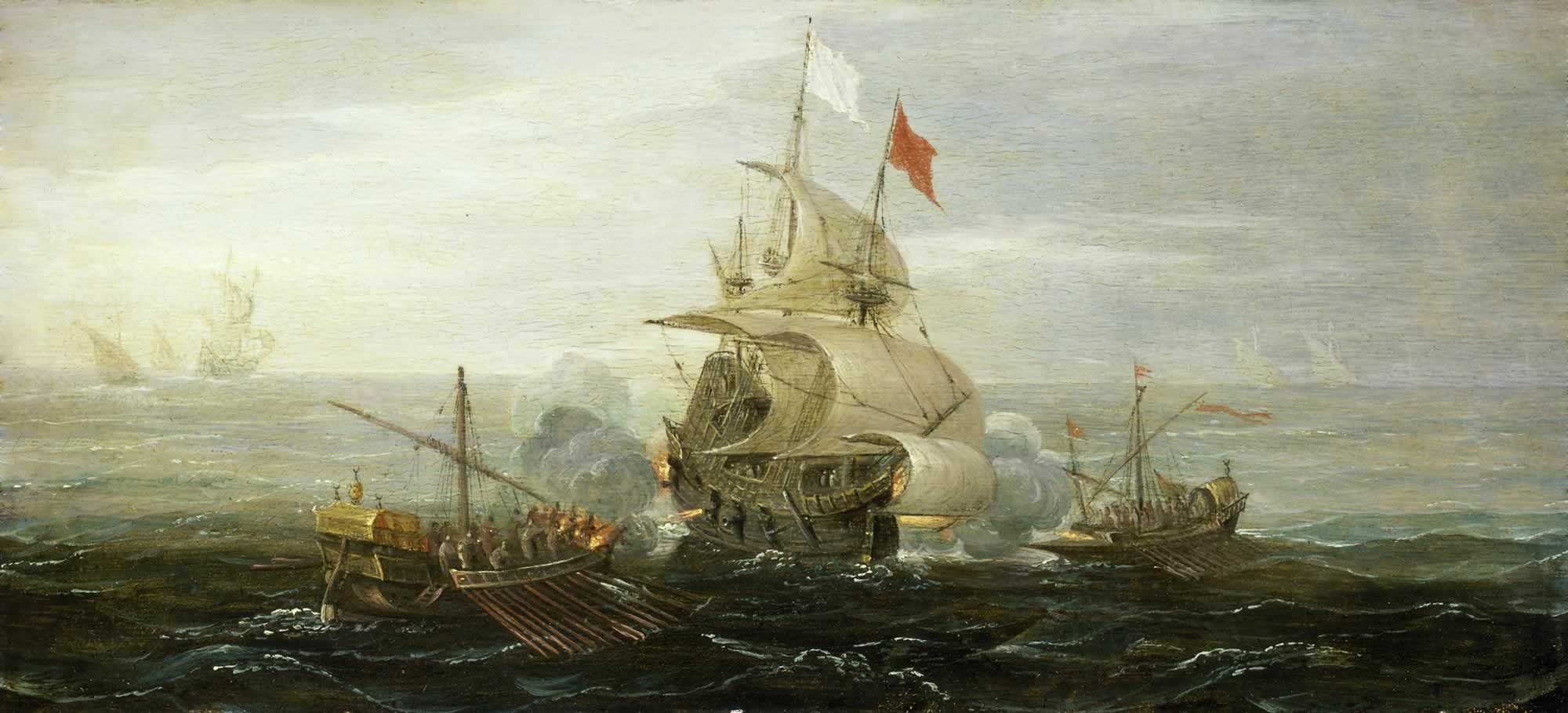
Пірати атакують французький корабель в Середземному морі

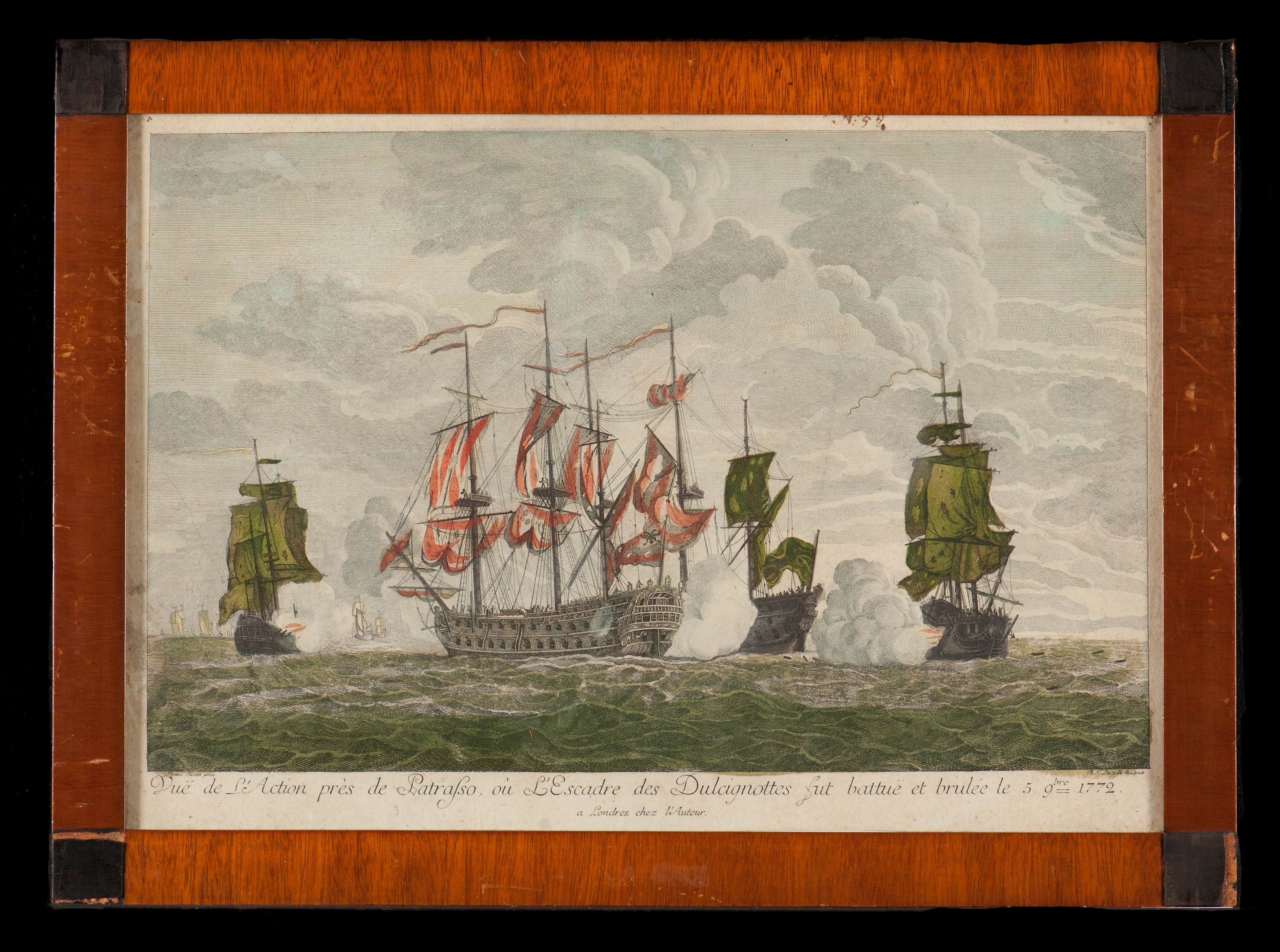
Картина 1772 року, що зображує британські і французькі кораблі, які ведуть битву з дульчіньоті (ульциньськими піратами). Ці пірати були розбиті 5 вересня 1772 року.

Албанське піратство (алб. Pirateria shqipëtare) — морський розбій, напади на кораблі і пограбування їх вантажів та екіпажів піратами, що мали свої бази в портах Албанії і які мали як албанське (переважно) так і інше, зокрема північноафриканське походження. Було поширене в період з XV по XIX століття. В Адріатичному морі албанські пірати нападали як на кораблі  християнських держав, переважно Венеційської республіки, так і на судна мусульманської Османської імперії і несли загрозу та завдавали збитків усій східносередземноморській економіці, що викликало відповідну реакцію як зі сторони османів, так і європейських держав. Загроза зі сторони албанських піратів змушували Блискучу Порту укладати з ними «імперські листи» (name-i hümayun) — двосторонні угоди про врегулювання збройних конфліктів. В той же час відомо, що Османська імперія залучала цих піратів у свій флот під час своїх війн, що велись на морі.

## Дульчіньо (Ульцинь)
Головною базою для албанських піратів історично слугувало місто Дульчіньо (італ. Dulcigno, сучасний Ульцинь на кордоні між Чорногорією і Албанією), через що їх часто називали узагальнюючим терміном «Дульчіньоті» (італ. Dulcignotti, дослівно — дульчинці, мешканці Дульчіньо). Проте також відомі випадки використання албанськими піратами в якості своїх баз портових міст Антіварі (Бар), Валона (Вльора), Дураццо (Дуррес) та Рагуза (Дубровник). Деякі з лідерів ульцинських піратів, такі як Ліка Чені та Хаджи Алія, були добре відомі серед сучасників.
В XVI—XVII ст. албанські пірати мали тісні зв'язки з берберськими піратами з узбережжя Північної Африки. Деякі з берберських піратів, зокрема Арнаут Мамі, а згідно з думкою певних науковців і найвідоміші берберські пірати — брати Арудж і Хізир Барбаросса мали албанське походження і навпаки — наприкінці XVI століття в Ульцині базувалося близько 400 піратів з Тунісу та Алжиру.
Ульцинські пірати, відомі італійською як lupi di mare Dulcignotti (алб. ujqit detarë Ulqinakë — «ульцинські морські вовки») вважалися найнебезпечнішими піратами в Адріатиці. Вони були не бідними та неосвіченими злочинцями, а поважними і досить добре оплачуваними професіоналами — в залежності від обставин вони виступали купцями, торговцями, перевізниками, контрабандистами, дипломатами та піратами. Вони чергували піратство і торгівлю в залежності від сезону, наявності ворогів чи локальних конфліктів. Справді, капітан венеційських галер Альвізе Фоскарі (1675—1751) писав:
| Дульчіньотті не схожі на інших корсарів, які в основному складають свою команду з жалюгідних і бідних людей. Усі вони заможні, добре влаштовані в цьому щасливому стані... Їх важко зловити. Маючи прудкі, але маленькі човни, вони не намагаються занадто довго триматися у відкритому морі, тож після швидкого рейду в Апулії вони негайно повертаються в Албанію, де у них обладнані прихистки, які забезпечують їм притулок і безпеку. - Алвізе Фоскарі, Dispacci 1708-1711, n. 44, 7 жовтня 1710. |

## Перші відомості про піратство в Албанії
Перші відомості про випадки піратства в районі Ульциня були задокументовані ще в часи стародавнього Риму, коли іллірійські пірати здійснювали напади на римські кораблі. Відомо, що іллірійське плем'я лабеатів жило за рахунок піратства.
В середньовіччі перші відомості про піратів, що здійснювали напади в районах Ульциня, Дурреса та мису Родон походять з 1096 року. Також є письмові повідомлення про те, що в 1320—1347 роках албанські пірати нападали на мусульманські та християнські судна в Іонічному та Адріатичному морях.
У 1405 році Ульцинь перейшов під контроль Венеційської республіки, а в 1571 році — Османської імперії, але і під венеційцями і під османами місто залишалось притулком піратів. Наприкінці XVI століття в Ульцині базувалося близько 400 піратів з Мальти, Тунісу та Алжиру.

## Звіти щодо піратських нападів в XV—XIX століттях

### XV століття

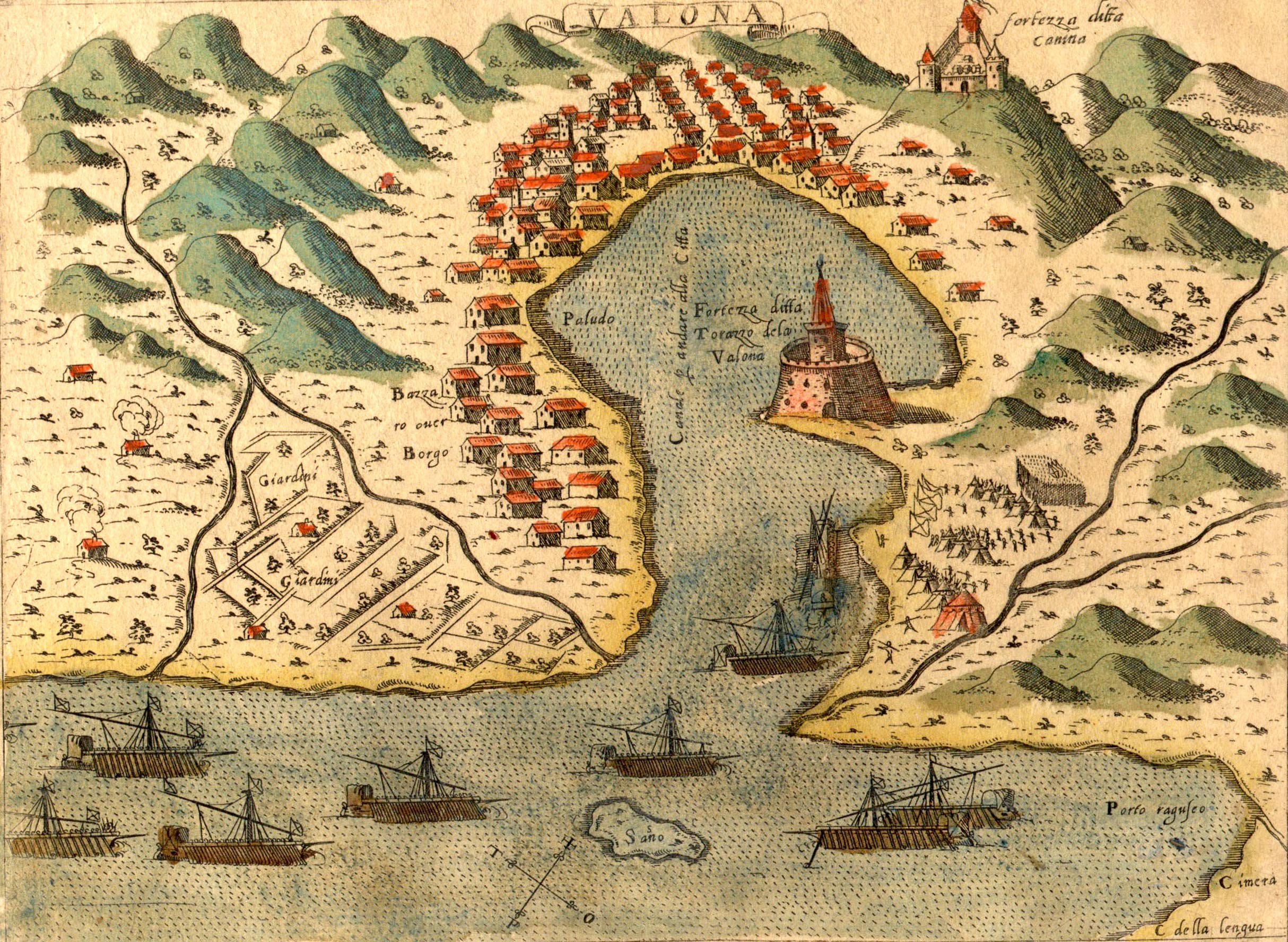
Карта Вльори 1573 року Симона Пінардженті

Далматський письменник Коріолано Чиппіко опублікував у 1442 році у Венеції звіт про похід дожа П'єтро Моченіго з описом ульцинських піратів:

| Справді, навіть до наших днів жителі цього міста зберегли щось від дикості своїх засновників і виявляють себе жорсткими та ворожими по відношенню до чужинців. — Коріолано Чиппіко, Венеція, 1442 |
У 1478 році Валона (Вльора) була захоплена Османською імперією і стала піратським осередком, звідки здійснювались напади на венеційське судноплавство, тож коли в 1479 році між Венецією та Портою було укладено Константинопольську мирну угоду, султан Мехмед II наказав капудан-паші (верховному адміралу) флоту Османської імперії і санджак-бею Валони Гедику Ахмеду-паші відшкодувати венеційцям збитки, завдані піратами цього міста, але місцеве населення не підкорилося наказу.
У 1486 році, під час венеційсько-османського протистояння, албанські пірати здійснили набіг на нижню Адріатику і Венеція послала флотилію на чолі з Даріо, щоб розправитися з ними.

### XVI століття

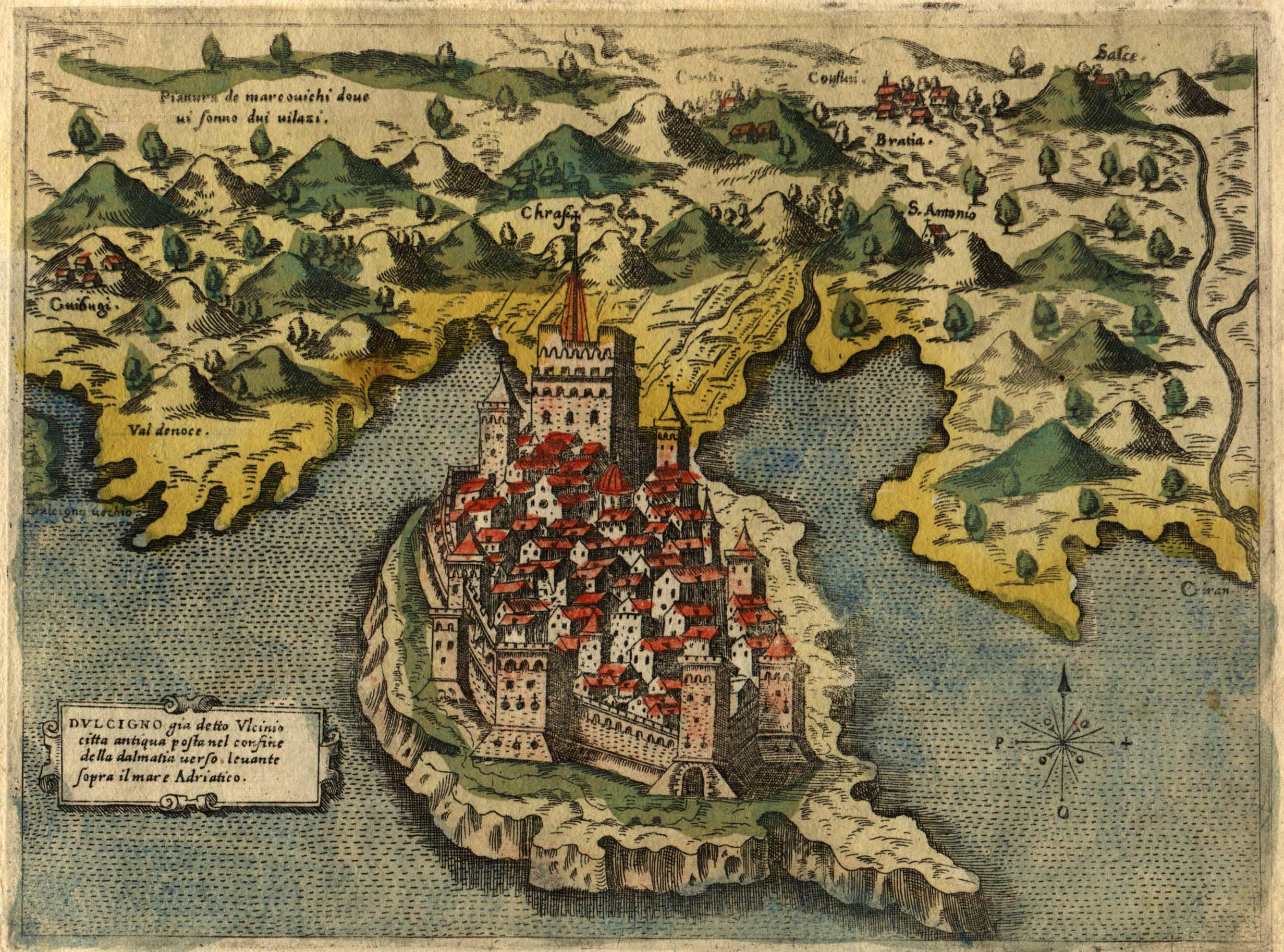
Карта Ульциня 1573 року Симона Пінардженті

У XVI столітті османи нападали на Ульцинь і знищили тут значну частину його піратського флоту. Проте піратські рейди тривали і далі.
У жовтні 1503 року шість кораблів, що вийшли з Вльори, досягли мису Санта-Марія-ді-Леука на півдні півострова Салентина, захопили там в полон 60 людей і запропонували їх звільнення за 30 дукатів.
У 1525 році пірати з Ульциня напали на місто Рів'єра-делле-Пальме (Марке).
У 1536 році Фернан Бродель повідомив венеційський сенат, що албанські пірати активно здійснюють напади на кораблі між Корфу та Албанією.
У січні 1537 року в листі Сулеймана I до санджакбея Ельбасана вказувалось, що венеційський посол у Стамбулі Томассо Моченіго скаржився на те, що піратські кораблі напали на венеційські території і захопили рабів, які були продані в Дурраццо.
У 1554 році 6 піратських суден, що повертались до Вльори, були перехоплені венеційською ескадрою, яка захопила їх, звільнила християнських полонених і взяла в полон самих піратів.
У 1559 році провведітор Пандольфо Контаріні зустрівся з піратським кораблем під час патрулювання затоки і почав його переслідувати. Корабель зупинився в Дурраццо, де османи надали їм захист, порушивши угоду 1540 року. Контаріні віддав наказ про атаку і обстріляв гавань, змусивши піратів передати венеційцям корабель та товари, а коли Контаріні повернувся до Венеції, його зняли з служби та замінили. Султан Сулейман Пишний звинуватив командира в нападі на торгове судно і Венеція відповіла, що вони мали негативний досвід з піратством і що албанських купців та піратів не завжди легко відрізнити одних від інших. Султан риторично відповів венеційцям, зауваживши «Я піклуватимусь про своїх піратів, а ти піклуйся про своїх», натякаючи на нездатність Венеції зупинити мальтійських, генуезьких та кіпрських піратів.
У 1570 році зафіксовано, що албанські пірати завдали великих втрат венеційським суднам.
У 1571 році піратські напади досягли апогею: близько 400 піратів з Північної Африки, Мальти, Сербії, Османської Албанії спричинили справжній хаос у регіоні. В регіоні набув популярності «Піратський танець», придуманий албанськими піратами, коли пірати святкували успішний напад виконанням ритуальних танців разом із споживанням запеченого м'яса та халви. У 1571 році, готуючись до битви при Лепанто, Кара Хаджи, албанський піратський очільник і ага з Вльори, зібрав флот кораблів.
У 1573 році, після чергового миру між Венецією та Османською імперією, Рагуза служила посередником між албанськими піратами і тими, хто бажав звільнити своїх полонених, яких утримували в будинках рагузанців, поки не прийшли гроші.
У травні 1575 року пірати напали на іспанську галеру Sol, захопили екіпаж і відбуксирували корабель до порту Ульцинь. Серед полонених був Мігель де Сервантес, що в якості раба дістався очільнику піратів Делі Топал Мемі (Deli Topal Memi'ye) і якого вдалось звільнити лише у 1580 році. У 1580 році пірати захопили 25 кораблів у Которській затоці, а жителі Рагузи послали на допомогу місцевим пашам. У 1581 році піратський очільник з Ульциня Джафер-реїс зібрав 18 кораблів і пограбував кораблі в південній і центральній Адріатиці, змушуючи місцевих жителів у прибережних містах посилювати свою оборону. Ульцинські пірати стали відомі як «Бич Апулії і Сицилії». Місцеві жителі Котора мобілізовувались венеційцями, які роздавали рушниці та порох для протистояння піратам. Навесні 1587 року пірати пограбували фрегат з Дубровника, який віз 3000 дукатів в Каркас, щоб купити пшеницю. Капітан був убитий, а екіпаж поранений і перетворений на рабів. Венеційські звіти того часу стверджували, що близько 36 % всіх вантажів кораблів було втрачено в результаті нападів піратів.
У 1586 році Мурад III наказав санджак-бею і каді Вльори перешкодити албанському пірату Мехмед-реїсу, що планував вирушити на своєму галіоті грабувати венеційські землі. У 1590 році венеційський корабель став на якір у річці Буна поблизу Шкодера, щоб поповнити запаси води, але був пограбований місцевими жителями. У 1593 році султан наказав заборонив будувати в Шкодері кораблі, придатні для каперства, і спалити вже збудовані піратські кораблі.
У 1593 році виник конфлікт між Венецією та Габсбурзькою Іспанією після будівництва венеційської фортеці в Пальманова. Венеційців звинувачували в тому, що вони під приводом «протистояння війскам турків» занадто наблизилися до території Габсбургів. За твердженням Колемберга венеційці також фінансували албанських піратів для набігу на кораблі Габсбургів у Трієстській затоці.

### XVII століття

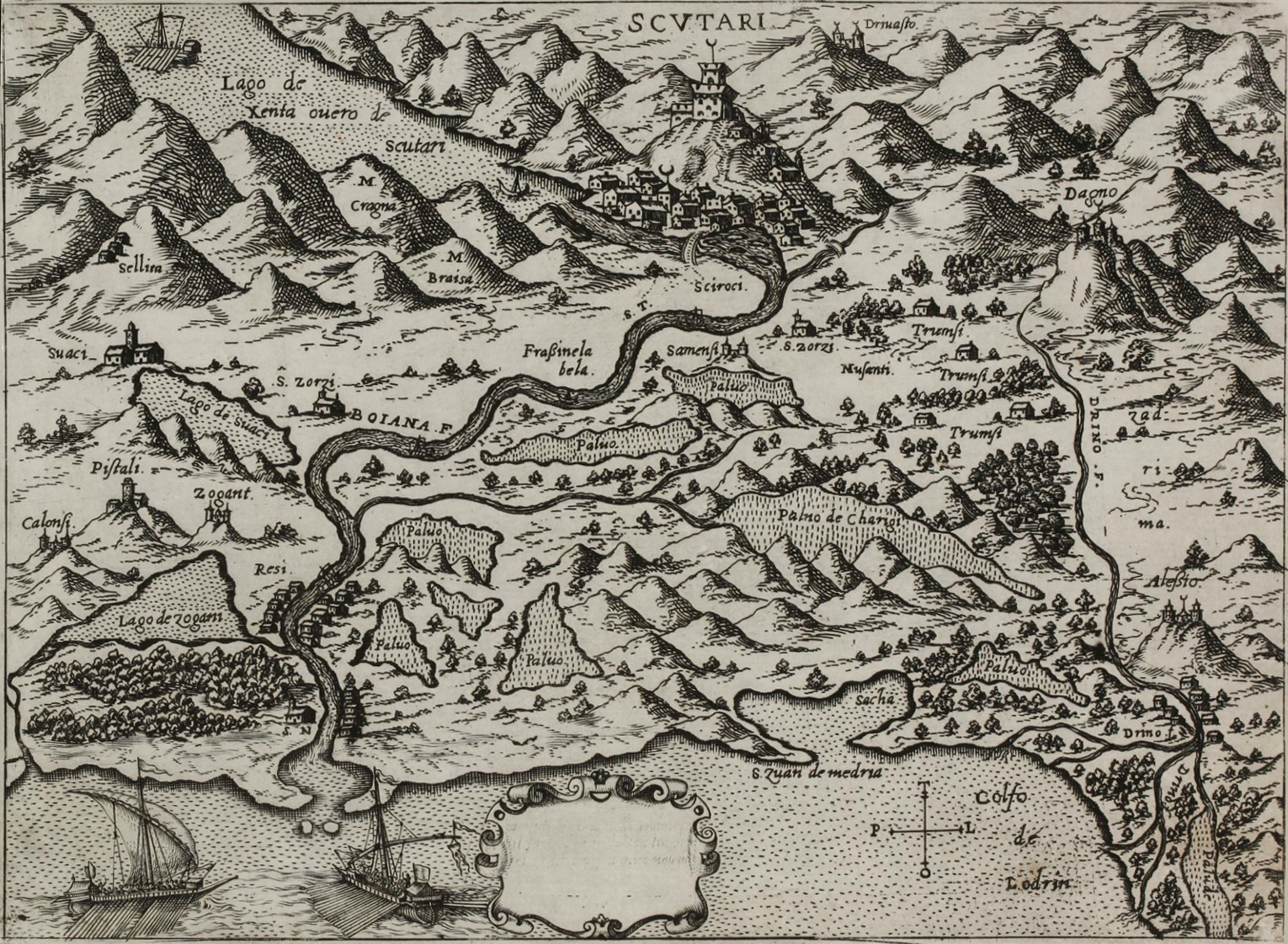
Карта Шкодера з річкою Буна 1571 року Джованні Франческо Камочіо

У 1602 році венеційський посол Ніколо Молін скаржився на ситуацію, назвавши албанських піратів «нестерпними».
У 1605 році капітан Бернардо Веньє спробував знищити піратів, але зазнав невдачі. Того ж року султан наказав заарештувати піратів Ібрагіма-агу з Дурреса, Мустафу-агу, Ахмеда-ках'я, Балі, Мустафу та Хасана-ках'я.
У 1611 році, незважаючи на попередження султана, колишній санджак-бег Карлі-елі і санджак-бег Дукагін продовжували набіги на Адріатику використовуючи для цього флотилію з галіотів, каїків та фуст.
У 1612 році албанські пірати, найняті османами, атакували венеційські кораблі у відплату за набіг ускоків. Султан в своєму листі до бейлербея Боснії зазначав: «Ускоки здійснили набіг на зону Макарськи, але деякі албанські човни атакували їх і звільнили турків, яких вони взяли в полон; таким чином, мешканці Габели та Макарскі спорядили кілька каюків, щоб захиститися від піратів».
8 травня 1607 р. 12 човнів ускоків зіткнулися в Адріатиці з албансько-мусульманськими піратськими кораблями і ускоки зазнали важкої поразки.
У 1615 році імператор Священної Римської імперії Фердинанд II найняв албанських піратів-ускоків, щоб вони нападали на венеційські кораблі, що призвело до війни з Венецією.
У 1617 році навколо Шкодера діяли албанські піратські очільники Авджі Оглу, Кара Мустафа, Караджа Балі та Аксак Ходжа.
У 1622 році деякі пірати з Дельвіни напали на кораблі на території Венеції, а в 1623 році пірати Ульциня (Ülgünlular korsanları) напали на підданих Будви, в результаті чого османи вимагали повернути вкрадене, а піратів покарати.
В 1630 році албанські пірати стали настільки серйозною проблемою, що змусило Венецію просити допомоги в Османської імперії. У 1638 році венеційські джерела згадують набіги піратів Ульциня вздовж узбережжя Далмації. також вони були активні під час Кандійської війни (1648—1669). У 1653 році венеційські військові кораблі патрулювали морське узбережжя, попереджаючи зустрічні кораблі про піратів.
У 1637 році міста Модон, Корон і Наваріно вимагали від ульциньських піратів звільнити двох рабів-венеційців, які були захоплені в мирний час.
У 1645 році під час Критської війни пірати з Ульциня здійснили набіг на узбережжя Далмації, змушуючи мешканців островів захищати свої домівки. У 1656 році османські пірати з Ульциня і Санта-Маури напали і пограбували венеційські кораблі в Трогірі, але були успішно відігнані венеційським флотом. У 1670 році султан наказав своїм військовим зупинити напади піратів з Ульциня на венеційські кораблі. Антоніо Бальдаччі писав у XVII столітті, що навколо Ульциня було щонайменше 500 піратів.
У 1672 році Венеція зажадала, щоб санджак-бей Шкодера спалив озброєні кораблі з Ульциня.
У 1675 р. Крсто Змаєвич (Крістофоро Змаєвич) з Пераста був посланий знищити піратів Ульциня, за що венеційський сенат нагородив його золотим намистом.
31 березня 1685 р. Республіка Рагуза звернулася до Сулейман-паші з Шкодера з листом, в якому вказувалося, що вони хочуть повернути 19 полонених, які були захоплені ульциньськими піратами. У липні пірати звільнили 19 полонених, але замість цього захопили ще 16.
У 1696 році, з 9 серпня по 5 вересня, венеційські війська намагалися вторгнутися в Ульцинь, проте місто успішно захистив ульцинський піратський ватажок Хайдар Карамінджа (Хайдар Караміджолу).

### XVIII століття

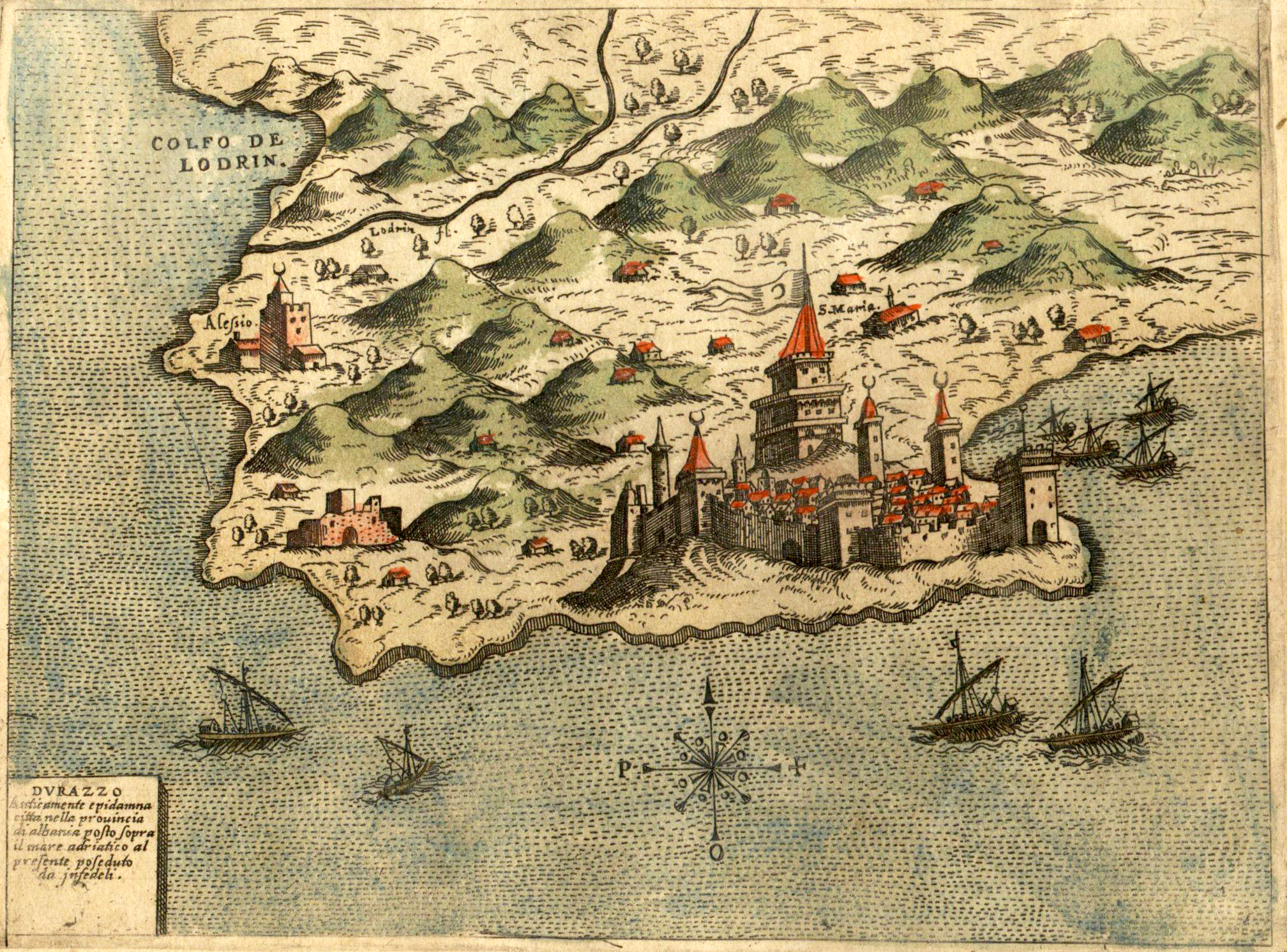
Карта Дурреса 1573 року Симона Пінардженті

Протягом XVIII століття Венеція скаржилася, що її економіці завдається шкода, оскільки пірати з Ульциня займалися контрабандою та користуючись тим фактом, що Венеція вимагала високих податків за транспортування товарів, переманювали торговців до Албанії.
Наприкінці XVIII століття, після евакуації французького уряду з Леванта, грецькі кораблі отримали патенти (ліцензії на судоходство) від Великого магістра Мальти і грецьких знатних осіб. Однак ці патенти були перепродані піратам Ульциня, які використовували ці перепустки в корсарському місті Триполі. Капери та губернатори Ульциня захищали піратів, і Венеція різко скаржилася на те, що її економіка зазнає серйозної шкоди.
12 липня 1700 року Поншартрен, консул французького консульства в Константинополі (1668—1708) надіслав скаргу до Торгової палати Марселя після того, як якийсь Шатонеф отримав компенсацыю за судно, захоплене дульчіньоті. Інший лист був надісланий 4 серпня 1700 року, у якому скаржилися, що Торгова палата ще не відплатила консулу в Константинополі після того, як французький барк був захоплений дульчіньотами. Третій лист був надісланий 24 серпня 1700 року, в якому знову вимагалося, щоб Палата заплатила суму за барк Дульчіньо, щоб Константинополь міг збалансувати рахунки за рік. Зрештою, 13 червня 1701 року палата відповіла, що квитанцію було визнано 2 березня і що палата почала розгляд справи Дульчіньо, оскільки тепер вона перетворилася на суперечку між Францією та Константинополем, що призвело до відмови у виплаті.
Під час Османсько-венеційської війни (1714—1718) торговельні відносини були припинені і Стамбул наказав кораблям з Ульциня перешкоджати венеційцям здійснювати торгівлю на узбережжі Албанії та заборонити плавання усіх венеційських кораблів. Це призвело до того, що ульцинські ага вбили диздара Ульциня, який мав намір виконати наказ султана. У міру зростання піратства султан наказав Ібрагіму-паші з Боснії зупинити піратів, що стало можливим лише після приєднання до цієї операції паші Шкодера. Вважається, що чорні раби потрапили в Ульцинь завдяки албанським піратам, які мали тісні торговельні зв'язки з берберськими піратами з африканського Магрибу. Мехмет-паша зі Шкодера спалив корабель піратського капітана з Ульциня Адждара Пірі в міському порту на очах у жителів.
Близько 1713 року османські чиновники та Жан-Луї д'Уссон (відомий як Де Боннак) обмінялися листами щодо «приватирів з Ульциня», якими були пограбовані французькі кораблі. Це призвело до того, що Ібрагім-паша, губернатор Александрії, супроводжував агента Порти Османа-агу в Ульцинь.
13 квітня 1715 року мера Ровіня було попереджено, що дульчіньоті (пірати з Ульциня) планують вийти в море і використати своїх бранців для плавання Затокою. 18 серпня кілька озброєних піратів висадились в порту Рівіня за дві милі від міста, де вони розбили сухопутні війська та поневолили місцевих жителів, а також викрали три кораблі типу трабакколо. Багато кораблів з міста потрапили до рук ульцинських піратів. 13 червня 1718 року пірати захопили трабакколу з партією олії та мигдаля в околицях Ровіня і напали на кораблі, що перевозили партію винограда, солі та дров, що пливли до Венеції.
У 1715 році монсеньйор Матранга Діонісій прибув до Риму і попросив компенсувати витрати на його місіонерів, що зазнали нападу «корсарів Дольчіньотті», в результаті якого місіонери були змушені шукати притулок в Зарі.
У 1715 році капітан Джуліо Баллович зустрів двох засуджених ульциньських піратів у Сафено в Леванті, і допоміг їм втекти, а також здійснити викрадення в Порто-Ново в Албанії.

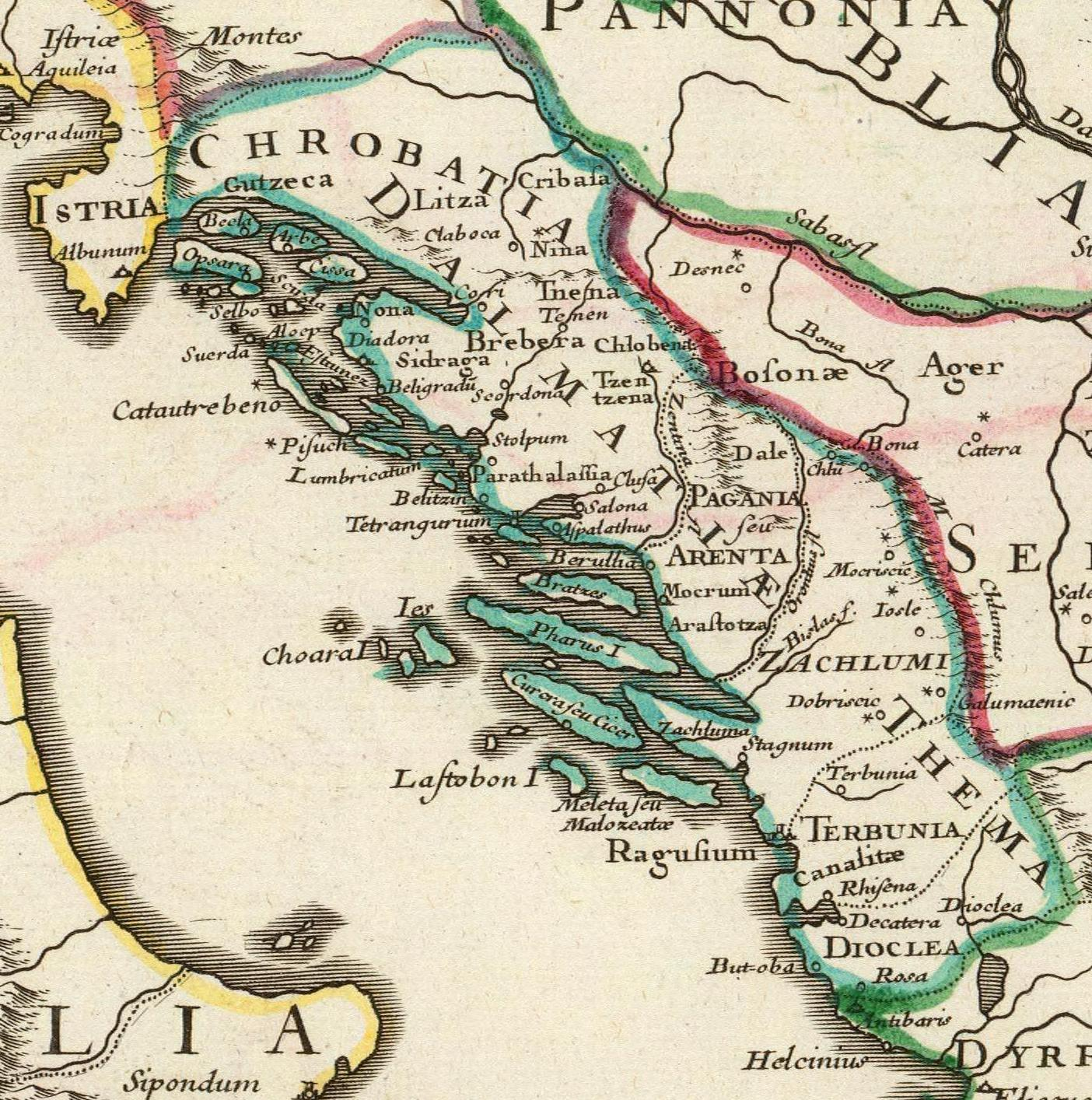
Карта Далмації 1715 року Гійома Деліля

У грудні 1707 року корсари з Ульциня напали на французький корабель у порту Гружа в 2 км північніше від Рагузи. Рагузьці запропонували допомогу та зуміли подолати піратів, але двоє рагузанців і француз були вбиті. У 1708 році Генеральний провайдер Далмації виявив, що сила ульцинських піратів значно зросла. Тепер ці пірати повністю контролювали торгові шляхи біля Драче і Бояна. Ульциньські пірати також були досить активні в Далмації, Істрії та Фріулі. Під час нападів на торгові судна албанські пірати зазвичай маскувались під берберських піратів з Магрибу. Однак після Пассаровіцького договору 1718 року були видані імперські накази, спрямовані на всі групи піратів без винятку.
Після укладення Пассаровіцького договору, венеційський чиновник Джакомо Дієдо заявив, що венеційські кораблі продовжували стикатися з загрозами з боку піратів дульчіньоті, що маскуючись під купців продовжували здійснювати напади на кораблі на шляху до Неаполя. Пассаровіцький договір не зміг захистити комерційні інтереси Венеції від постійних набігів, а османи не змогли зупинити піратство, а іноді навіть сприяли йому. Багато кораблів були зупинені морськими флотами для контролю, але іноді це призводило до проблем. У липні 1735 року іспанці затрималу венеційську трабакоолу що перевозила з Шкодера «багато турків і християнських підданих Порти». Однак, за даними французького консула в Анконі, це був корабель дульчіньоті, який пізніше приступив до захоплення рабів. Шкодерські купці поскаржилися на захоплення до Венеції. Виявилося, що іспанці переплутали корабель зі Шкодеру з іншим, оскільки перший подорожував без венеційських знаків Pubblica Veneta Rappresentanza, яке б дозволяло визнати албанських купців як підданих Венеції.
У 1718 році Хосе Існар, французький консул в Дурресі, писав, що пірати, які тероризують узбережжя Адріатичного моря, «не поважають ані султана, ні будь-яку іншу владу». У тому ж році англійське торгове судно The Adventure на чолі з капітаном Клівлендом оточили 12 кораблів з Ульциня і спочатку ульцинці піднялись на борт англійського корабля як друзі. Коли кількість прибулих перевищила англійців (яких було 32), на останніх напали, зв'язали руки, а потім викинули за борт. Пірати перевели корабель в Дуррес, де продали товар. Англійський консул у місті негайно доповів про почуте британському послу в Стамбулі, який потім вимагав від адмірала Османської імперії Капігі-паші знайти та покарати піратів.
У 1718 році венеційські кораблі обстріляли кораблі з «ульцинськими піратами» які захопили сім суден у берегів Дурреса, однак обстріл здійснювався з занадто далекою відстані і тому виявився неефективним.
У 1720 році купець Ібрагім з Вльори був убитий у гавані Венеції на венеційському кораблі Puppa Rossa під командуванням Алі-реїса з Ульциня. У жертви були могутні родичі, які жадали справедливості, і османи вимагали розслідування, яке показало, що його вбили моряки з Ульциня.
14 лютого 1721 року капітан Пірана відігнав від міста ульциньський тартан, який прибув туди для пограбування. 28 лютого капітан Каподистрії (Істрія) попередив представників Істрії про можливість зустрічі з ульциньським тартаном.
7 січня 1721 року до Риму прибув іспанський агент Фелікс Корвез, якому разом із кардиналом Альтама було наказано попросити гроші у Колегії кардиналів, оскільки наближалася загроза зі сторони османів. Венеційський посол в Ульцині виявив, що вночі дульчіньоти (ульциньські пірати) крали в іспанців мушкети і ховали їх в своїх домівках. Інквізитори, дізнавшись про це, заарештували ульцинців, які зрештою зізналися, що продали зброю османам.
15 вересня 1721 р . The Weekly Journal: Or British Gazetteer опублікував статтю про подію, яка сталася за деякий час до того в Венеції. Екіпаж дульчіньоті був у гавані. Один з піратів побився з м'ясником. Решта екіпажу мала зброю і відкрила вогонь по перехожих, убивши п'ятьох або шістьох. Відтак ульцинські моряки були вбиті венеційськими солдатами. Великий візир заперечував звинувачення ульцинців в нападі і натомість вимагав компенсації за втрату своїх підданих.
У 1826 році австрійська газета Geschichte der Republik Venedig опублікувала повідомлення, в якому згадується подія, яка сталася в 1722 році під час російсько-турецької війни. У порту Венеції пристав корабель з Ульциня під турецьким прапором. Між слов'янами та частиною екіпажу виникла суперечка. Кілька ульцинців було вбито, а корабель підпалили. Порта вимагала компенсації за втрату своїх підданих, на що венеційці стверджували, що смерть ульцинців у сутичці не була поважною причиною для компенсації. Порта у свою чергу заявила, що судно, яке зайшло в іноземний порт, повинно перебувати під охороною уряду країни. Після довгих переговорів і погроз з боку Порти, Венеція звільнила 200 рабів і заплатила суму в 12 000 пілястр. Це призвело до того, що венеційський уряд укріпив острови грецького моря.
У 1726 році тартан, захоплений ульцинськими і берберськими піратами знайшов притулок в Магрибі і султан послав наказ до Триполі та Тунісу повернути викрадений ними корабель. До того-ж в 1728-29 роках жителям Ульциня було заборонено допомагати берберським корсарам.
У венеційському звіті 1743 року згадується повідомлення від 1721 року про захоплення ульцинців судна разом із кількома турецькими кораблями, яке було спалено за наказом Сенату, що нанесло образу султану з огляду на Пассаровіцький мир.
Проблема піратів стала настільки масштабною, що в 1723 році султан заборонив жителям Ульциня залишати свої гавані під османським прапором, і вони були змушені використовувати лише власні прапори.
В італійському дослідженні історії Ровіня 2010 року згадуються твори Паоло Пауловича, який, у свою чергу, згадав каноніка Константина, який у 1733 році заснував «Братерство звільнення рабів» з метою звільнення екіпажів з Ровіня, які потрапили в полон піратам Дульчіньотті".
У 1739 році під час Белградської угоди Австрія та Росія змусили османів зупинити ульцинських піратів, що призвело до серйозного заворушення в Стамбулі в 1740 році. За словами Джозефа фон Хаммер-Пургсталла, більшість повстанців були албанцями, що призвело до того, що їх вислали додому.
У червні 1742 року Венеція заохочувала клан Паштровичів на чолі з Бошко Перазичем атакувати та грабувати піратів Ульциня. Однак Перазич продовжив практику піратства, в результаті в 1759 році було заарештувано вже самого Перазича.
У вересні 1746 року з Пераста був висланий якийсь Крістофоро Грілло, який турбував османське мореплавство, нападаючи на їхні кораблі в Ліворно. Зрештою ульцинські пірати схопили його і повісили на флагштоку. Жителі Пераста на чолі з Буйовичем помстилися за нього, пограбувавши тартан дульчінотті, вбивши багатьох османських підданих. Після того, як Дольчінотті поскаржилися Порті, та добилась від Венеції обіцянки покарати Буйовича. Щоб заспокоїти османів, місту Перасту довелося виплатити велику суму.
У 1748 році капітан піратів на ім'я Хаджі Мустафа з Ульциня пограбував венеційський корабель у водах Буни і захопив капітана з двома іншими членами екіпажу.
Німецький письменник Йозеф фон Хаммер-Пургсталл писав в своїй „Histoire de L'Empire Ottoman“, опублікованій в 1840 році, про „Barbaresques et les Dulcignotes“ (Берберських та Ульциньських піратів), які в 1750 році завдали в Неаполітанській затоці великих збитків на суму понад 1 000 000 піастрів.
В 1750 році у віці 25 років молодий 25-річний венеційський мандрівник Джан-Марко покинув Болонью щоб здійснив подорож до османського світу. Під час своєї подорожі його захопили чорногорці, а потім продали османам. Через рік він втік і досяг Шкодера, звідки відплив до Дурреса, де був захоплений в полон піратами дульчіньотті.
З 1750-х років французькі та неаполітанські кораблі брали участь у війні за іспанську спадщину, і через безперервні набіги ульцинських піратів місцеві жителі Анкони та Барі були змушені втекти з міст. Також були зафіксовані ульциньські пірати, які плавали під французькими прапорами і нападали на кораблі з Рагузи.
У 1755 році командир Анджело Емо служив керівником корабля, який захищав конвої від нападів Дульчіньотті піратських. Він продовжував це робити в 1770—1771 роках, коли брав участь у морській кампанії з ліквідації албанських піратів з островів Занте, Корфу і Черіго.
3 лютого 1757 року венеційський посол написав до Сенату про інцидент з піратством, який стався у вересні 1756 року, під час якого ульцинські пірати в кількості 150 осіб на чолі з капітанами Хасаном та Ібрагімом напали на поселення на узбережжі бухти і судно з Кефалонії, що стояло в цій бухті. Посол звернувся до Порти з вимогою заборонити жителям Ульциня брати участь в морській торгівлі. Порта прислала місцевого капітана з Шкодера, який пояснив, що отримати компенсацію неможливо і що відсторонення усіх мешканців Ульциня від торгівлі призведе до покарання невинних торговців за злочини небагатьох злих.
17 грудня 1757 року посол знову написав із Константинополя, згадуючи капітана трабакало на ім'я Тіоццо, який був убитий піратами Дульчіньотті у водах Апулії за кілька місяцівдо того. Посол також запропонував відправити аукціонера до венеційського далматинського генерала, який зв'язався б з віце-консулом Антоном Додою в Шкодері, щоб врегулювати скарги, пов'язані з набігами піратів Dulcignotte. У березні 1759 року посол знову написав до Сенату, згадуючи, що 21 грудня 1758 року, приблизно в 30 милях від Патри, навпроти Мореї, ульцинський піратський володар Сінан Коміна командував кораблем з вісьмома веслами з кожного боку та новими сучасними гарматами, на якому служили 100 піратів, серед яких біля 50 були вихідцями з Улциня.
У 1763 році велика ульцинська галера прибула до порту Повієст у Дрвеніку. Мешканці Лугара намагалися зупинити їх, але пірати Дульчіньотта побили їх і увірвались в село, де зав'язалася кривава бійка. Один пірат загинув, інші отримали поранення з обох сторін. Влада вирішила заборонити жителям залишати острів Вінішче. У 1765 році Дульчіньоти вирішили помститися, заборонивши „23 схіаві“ (слав'ян) на Древник і пограбувавши село.
Наприкінці 1764 року капітан Сінан Коміна з екіпажем з 40 піратів захопив в Короні (Пелопонес) корабель з Ліворно. Потім він привів захоплене судно в Бар. Коли люди султана Мехмеда сповістили його про зникнення корабля, султан наказав арештувати Коміна. Коміна змушений був тікати в Паштро, домівку своїх близьких союзників, родини Кажанегра. Незважаючи на постійну османську опозицію, пірати Ульциня перегрупувалися під Коміною на початку 1765 року. На чолі з Кара Махмуд-пашою османи почали напад на Чорногорію в 1785 році, знову знищивши піратський флот. Цей захід, хоча й був успішним, не запобігли майбутнім спорадичним набігам.
У січні 1765 року албанські екіпажі з Дульчино (Ульцинь) здійснювали часті набіги на всі кораблі незалежно від прапора, скориставшись російсько-турецькою війною.
У 1767 році Жозеф де Камбі вів щоденник з 1 квітня по 17 вересня, описуючи свою службу на королівському кораблі „The Chimera“, призначеному зустрітися з Сезаром Габріелем де Шуазель в Неаполі та за його межами з наміром воювати на узбережжі Мореї проти „Дульсіньотів“ та інші приватники». Корабель був переданий під командування М. Грасс-Бріансона і 28 квітня 1767 року вийшов з гавані Тулон і повернувся 31 серпня.
15 серпня 1768 року приблизно за 40 миль від узбережжя мису Пассеро на південному сході Сицилії мальтійський корабель помітив піратський корабель з двома гарматами, чотирма шлюпками та 50 чоловіками на чолі з капітаном Хоссейном Спахією-реїсом з Дульчіньо, який буксирував інший. корабель з Лаціо, завантажений лісом. Пірати звільнили корабель, який вони вели на буксирі і спробували втекти, але врешті-решт були спіймані мальтійцями, які викинули за борт різне обладнання, що дозволило отримати швидкість. Бій розпочався, коли Дульчіньоти взяли на абордаж мальтійський корабель, а члени екіпажу відкрили вогонь з пістолетів, а потім за допомогою ножів. Капітан піратів був вбитий з пістолета і з 28 піратів Дульчіньотта та 8 маврів — 13 були вбиті, 12 поранені і 11 потрапили в полон. Мальтійці втратили 5 чоловіків, 11 отримали поранення, двоє були важкими. Перший заступник (другий реїс) вижив і був звільнений, і дійсно, він продовжував працювати капітаном нового корабля.
15 січня 1768 року венеційський голова адміністрації Далмації Паоло Болду написав капітану Зуане Зусто про ворожнечу між жителями Доброти і Дульчіньо (Ульцинь), причому перше поселення перебувало під венеційською юрисдикцією, а інше — під османською. Антоніо Оріо, інший венеційський чиновник, написав у Венецію про марні спроби зупинити ворожнечу, назвавши жителів «зрадниками». Паоло Болду заявив, що проблеми почалися, коли обидва поселення не мали можливосты торгувати.
У квітні 1770 року албанські капітани з Ульциня знищили російський флот під командуванням Олексія Григоровича Орлова біля берегів Наварино.
У липні 1770 р. під час Чесмської битви в рамках російсько-турецької війни (1768—1774) віце-адмірал російського флоту Джон Ельфінстон вступив у битву з ульцинськими піратами і каперами, найнятими османами, які програли. В англійських газетах того часу піратів описували як «єдиних людей, які мали достатню відвагу чи вірність вийти в море разом із флотом у пошуках ворога».
2 серпня 1770 року італійський мандрівник П'єтро Годенті повідомив у Санкт-Петербурзі, що отримав лист, написаний з Трієста до Дмитра Олексійовича Галіцина, що на Корфу і в Анконі османський флот зазнав поразки від російського флоту на чолі з Олексієм Орловим на архіпелазі і що багато «тартанів Дольчіньотті» було потоплено і розвіяно.
У 1771 році Олексій Орлов найняв албанських моряків для нападу на османів і дозволив їм вивішувати російський прапор. Однак 300 моряків незабаром покинули російський флот і приєдналися до албанських піратів, і Орлов був посланий зупинити їх.
Десь у 1772 році албанські пірати захопили два російські кораблі та використали їх для піратства, змусивши адмірала Григорія Спиридова та Олексія Орлова попередити османів, а також нейтральні кораблі в Егейському морі.
9 грудня 1772 р. Жозеф-Дімітрі Гаспарі, французький консул в Афінах, надіслав листа французькому міністру, в якому згадував, що флот із 30 кораблів з Дульчінье (Ульцинь) був знищений росіянами в затоці Патри. До цього чотири кораблі Dulcignote поневолили 15 німецьких і французьких солдатів з острова Корфу і продали їх Салоні. Один з них, Жозеф Вішель, з Ельзасу, втік до будівлі капітана Блана ла Сьота.
15 березня 1775 року The Pennsylvania Gazette опублікувала статтю на основі листа з Стамбула від 17 листопада 1774 року, в якому повідомлялось, що зі служби у російському флоті було звільнено албанських моряків, що призвело до того, що моря заполонили пірати, зокрема згадувались два албанських пірати з Ульциня — Манолі і Долі Костянтин, які захопили три французькі кораблі і вбили їх екіпаж. Ще один корабель зазнав аварії за межами Караманії, де вижили лише двоє членів екіпажу.
У квітні 1775 року капітан Ерманно Кініф Інгліс відплив разом із Джованні Патріархом на кораблях неаполітанського флоту із Трієста, знаючи про флотилію тартанів Дульчіньоті, яка налічувала вдвічі більшу кількість кораблів. Знаючи це, загін був розділений на двох, які чекали в Анконі та Бріндізі, коли до них приєднається російський флот. У червні османські корсари разом із піратами дульчіньоті чисельністю 140 чоловік напали на грецьке судно в порту Бріндізі. Екіпаж врятували завдяки гарматному обстрілу піратів.
Згідно зі статтею французького журналіста Луї-Франсуа Метра, опублікованої в німецькій газеті Correspondance littéraire secrète в Нойвіді в 1781 році, спочатку опублікованій у Венеції, шість англійських офіцерів були схоплені дульчіньоті, які потім пограбували їх, роздягали догола і залишили в такому стані на березі Нілу, де їм допоміг капітан з Рагузи. Причина ніби-то полягала в тому, що англійці планували акцію проти голландців.
У січні 1781 року французький мандрівник і перекладач Деріваль де Гомікур опублікував у Голландії «Lettres hollandoises, ou Correspondance politique, sur l'etat present de l'Europe, notamment de la république des sept Provinces-Unies» лист від лондонського купця. призначений для свого кореспондента в Остенде. У листі пояснюється, що англійський уряд відправив шістьох англійських офіцерів до Індії, щоб наказати Едварду Хьюзу розпочати атаку на ворогів Британії. Той самий наказ мав виконуватися в усіх місцях, де було важливо, щоб його знали. Англійські офіцери пливли вздовж узбережжя Єгипту, коли корсари Дульчінотті захопив їх і позбавили усього, що вони мали.
У 1783 році Анн-Шарль-Сигізмон де Монморансі-Люксембург (1737—1803), великий сеньйор і франк-масон, запропонував завербувати за свій рахунок французький легіон з дульчіньотів і албанців який становив би велику і поважну силу.
У 1789 році журнал The Lady Magazine опублікував 4 червня статтю з Трієста, в якій описується битва між піратами Дульчінотті, що налічують 7 флотів, і російським флотом на чолі з майором грецького походження Ламбросом Кацонісом біля кордону між Ульцинем і Котором. Пірати втратили 50 чоловік, а росіяни — жодного. Росіяни також звільнили венеційський корабель, захоплений ульциньськими піратами.
У 1789 р. Gazetta universale опублікувала статтю за червень про сутички між капітаном Костянтином Лівадіті, командувачем російським флотом, проти ульцинської трабакколо, який ходив під прапором папства, біля порту Марина-ді-Рагуза в сучасній Італії. Коли їх помітили, пірати покинули трабакколо, і капітан відкрив вогонь, в результаті чого п'ятеро загиблих і один поранений. У той же період майор Ламброс Катсоніс повідомив, що командував російським флотом, що в Которській затоці перебували сім суден з Ульциня. Тоді російський командир почав атаку на піратів, але безуспішно. Потім дульчіньоти розташувалися на берегах і підготували гармати, з яких обстріляли росіян, які самі відповіли вогонь артилерією, потопивши два кораблі Dulcignotti і в результаті чого загинули 50 піратів.
У 1798 році, коли французький мандрівник Франсуа Пукевіль подорожував на борту італійського торгового корабля La Madonna di Montenegro з Александрії в Калабрію, на корабель напали пірати з Ульциня на чолі з Улучем Алія.

### XIX століття
На початку XIX століття Генрі Голланд повідомив, що в Салонікській затоці термін «албанець» застосовувався до всіх піратів, подібно до використання імені кілікієць в римські часи. Архипелаг біля входу в затоку був головним осередком піратів завдяки великій кількості суден, що проходили там, і легкості вербування албанців, які спустилися на узбережжя з гір. У 1813 році на корабль, на якому перебував німецький художник і археолог Отто Магнус фон Штакельберг поблизу Салонік напали албанські пірати. Художник був схоплений і утримуався в полоні поки його не викупили за 60 000 піастрів.
У 1816 році британський уряд вступив в суперечку з неаполітанським послом у Лондоні через його нездатністю домовитись з албанськими піратами.
14 серпня 1817 року журналісти повідомили про набіг албанських піратів на кораблі поблизу Венеції. Джеймс Джон Бест писав, що у 1840 році албанський піратський корабель напав на британське судно у берегів Корфу. У 1818 році в складі ульциньського флоту нараховувалося понад 400 кораблів.
Парламентські документи писали про напад у 1837 році, коли 100 албанських піратів, які були частиною таємної організації в Європейській Туреччині, напали на село далеко від узбережжя Отранто і вбили селян. Їх очолював пірат на ім'я Рафіл Бей. Джон Хоббхаус писав у 1878 році, що піратів Дульчіньо налічується близько 6000. Набіги тривали до другої половини XIX століття, і піратство остаточно припинилося після того, як європейські держави об'єдналися і змусили османів полювати на них.
Генрі Александер Скаммелл Дірборн зазначив у 1819 році, що Алі-паша з Яніни мав кілька озброєних галіотів, укомплектованих дульчіньоті.
У 1863 році віконтеса Емілі Енн Бофорт Смайт написала, що пірати дульчіньоті звикли «терорізувати Італію» і що їх підтримувала Порта.

## Османська підтримка піратів
Пірати відігравали певну роль у протистоянні Османської імперії з її ворогами, зазвичай виступаючи на стороні османів. У 1687 році, коли османи втратили місто Герцег-Нові, Венеція спробувала підкорити це місто собі, але їй спробі завадило населення з 500 піратів з Тунісу та Алжиру, багато з яких були ветеранами Кандійської війни, що закінчилась у 1669 році. Повідомляється, що османи підтримували ульцинських піратів, якщо вони зосереджували свої набіги на венеційських кораблях.
У цей період ульциньські суднобудівники були найбагатшими жителями Північної Албанії, і у них був власний представник у Стамбулі, який захищав піратів, шляхом роздачі хабарів чиновникам султана. Їх також час від часу підтримував Шкодерський паша, який попереджав їх, якщо Англія скаржилась на піратство. Евлія Челебі пише, що санджак-бей Шкодера отримував одну десяту здобичі албанських піратів.

### Албанські берберські корсари

#### Брати Барбаросса
Найвідомішими з піратів у Північній Африці були османські пірати спірного албанського або турецького походження — Арудж і Хизир Хайреддін. Вони та два їх менш відомі брати стали берберськими корсарами на службі в Османській імперії. Їх називали Барбаросса (з італійською — руда борода) на честь рудої бороди Аруджа, найстаршого з братів.
Арудж захопив острів Джерба і влаштував на ньому свою базу в 1502 або 1503 роках. Він часто нападав на іспанські території на узбережжі Північної Африки; під час бою в 1512 році він втратив ліву руку від гарматного ядра. У 1516 році Арудж за допомогою Османської імперії захопив Алжир. Він стратив правителя Алжиру усіх його прихильникив і проголосив себе султаном Алжиру. У 1516—1517 роках Арудж розгромив війська Мулая Абу Абдаллаха, васала іспанського короля, взявши Медеа, Тенес та інші поселення. Під час боїв за Тлемсен в 1518 році він був вбитий іспанцями і його тіло було виставлене на показ.
Хизир, наймолодший брат Аруджа (пізніше отримавший ім'я Хайр ад-Дін Барбаросса) був здібним інженером і володів принаймні шістьма мовами. Після заволодіння ним Алжиром, важливим портовим містом на узбережжі Північної Африки, Хайр ад-Дін був призначений капудан-пашою (головним адміралом) османського флоту. У 1537 році Хай-ад-Дін захопив острів Егіна і заселив його албанцями. Під його командуванням флот Османської імперії зміг захопити контроль над східним Середземномор'ям та зберігати його протягом понад тридцяти років.

#### Арнаут Мамі

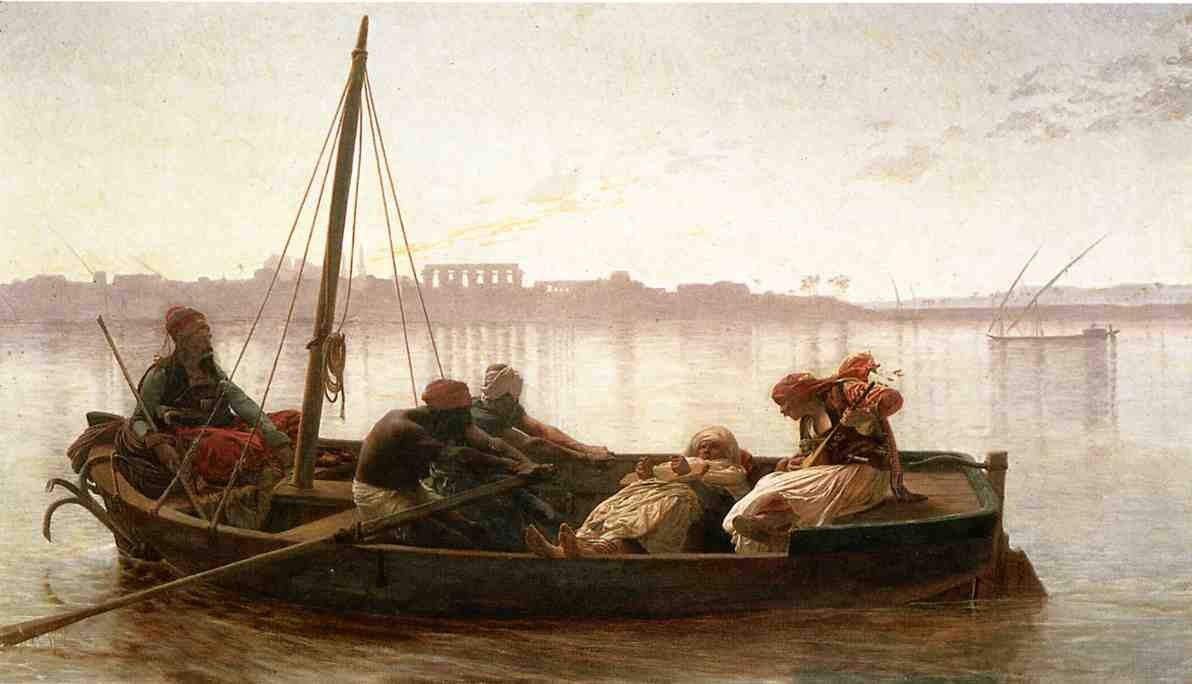
В'язень Жан-Леона Жерома, 1861

Арнаут Мамі, що мав албанське походження, був османським ренегатом, адміралом ескадри і верховним командувачем усіма ісламськими судами в Північній Африці та Пашою Алжира.
Очолюючи команду османських суден, вранці 26 вересня 1575 року він напав на іспанську галеру «Ель-Соль» у Ліонській затоці, що поверталась  з Неаполя і на борту якої перебував Мігель де Сервантес. Незважаючи на запеклий опір іспанців, багато з яких загинули в бою, корабель був захоплений корсарами і Сервантеса, разом з іншими членами екіпажу захопили в полон і доставили до Алжиру. Там Сервантеса було продано в рабство і він став рабом заступника Арнаута Мамі, Далі Мамі. Батьки за участі братів-тринітарів викупили Сервантеса і повернувся до своєї родини в Мадрид після майже п'яти років і чотирьох невдалих спроб втечі. Цей період його життя вплинув на кілька літературних творів Сервантеса, зокрема на «Оповідь бранця» в «Дон Кіхоті» та дві п'єси, дія яких відбувається в Алжирі - «Життя в Алжирі» (ісп. El trato de Argel) і «Алжирські лазні» (ісп. Los baños de Argel).

## Зв'язки із Північною Африкою

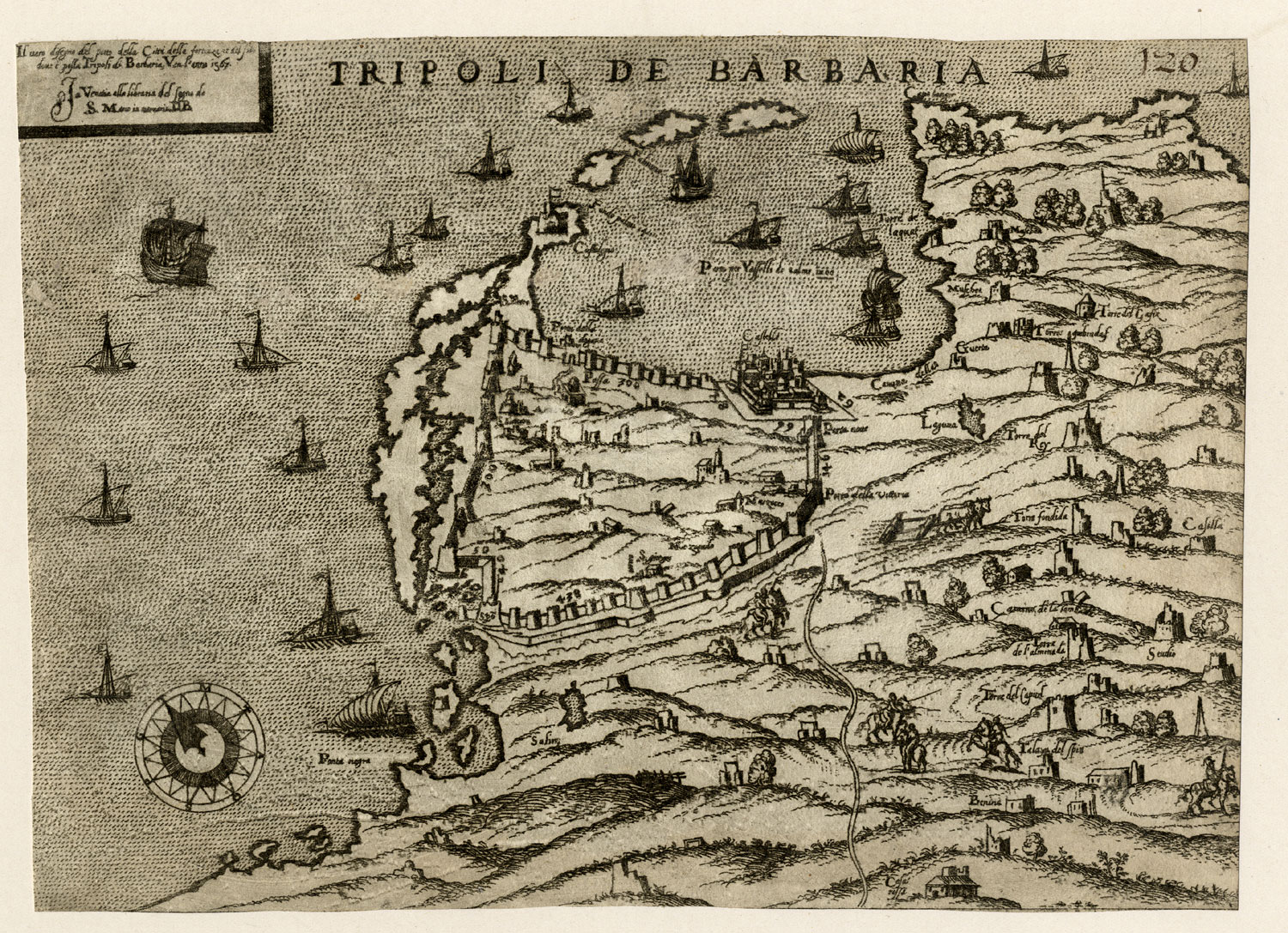
Карта Триполі 1561 року

Після облоги в Триполі кілька тамтешніх піратів втекло в Адріатичне море і приєдналися до лав албанських піратів. Один з них - Ходжа Алія, був відомий тим, що у 1725 році пограбував і спалив містечко на о.Млєт. Після цього інциденту його вигнали з Ульциня і він повернувся до Триполі. У 1731 році новий паша знову переміг піратів, і багато хто з них також повернулись або втікли до Триполі.

## Відносини з місцевим населенням
Деякі ватажки піратів підтримували добрі стосунки з місцевим населенням. Ходжа Алія заслужив захоплення місцевих селян, оскільки щедро ділився з ними своєю здобиччю і став чимось на кшталт легенди після того, як чинив запеклий опір потужному об'єднаному венеційському та британському флоту, незважаючи на те, що у нього було набагато менше людей і гармат.

## Спадщина
Сьогодні в Ульцині є численні меморіали піратам, які мешкали у місті. Слава Хаджи Алі серед албанців призвела до того, що одну з найважливіших печер албанського узбережжя назвали його іменем.